# 겟, 더 트라이얼 오브 비비안 암살렘
겟, 더 트라이얼 오브 비비안 암살렘(Gett, le proces de Vivane Amsalem, Gett, The Trial of Viviane Amsalem)은 이스라엘에서 제작된 로니트 엘카베츠, 슐로미 엘카베츠 감독의 2014년 드라마 영화이다. 로니트 엘카베츠 등이 주연으로 출연하였다.

## 출연

### 주연
- 로니트 엘카베츠
- 시몬 압카리언
- 메나쉐 노이

### 조연
- 가비 엠라니